# Wild Eyed Boy from Freecloud
Wild Eyed Boy from Freecloud è un brano musicale scritto dall'artista inglese David Bowie, ottava traccia dell'album Space Oddity del 1969 e pubblicato in versione acustica come lato B del 45 giri omonimo
Il brano venne scritto a partire da Jetsun and the Eagle, sequenza mimica ispirata al religioso e poeta tibetano Jetsun Milarepa che Bowie eseguiva in questo periodo, e il testo a volte didascalico fu probabilmente concepito per accompagnare i movimenti degli attori.

## Il brano
(David Bowie)
David Bowie scrisse  Wild Eyed Boy from Freecloud nel periodo in cui viveva a Beckenham, nella casa della giornalista Mary Finnigan il cui figlio Richard lo ispirò per il titolo, anche se parte dell'ispirazione venne probabilmente dal libro del 1805 The Wild Boy Of Aveyron di Jean Marc Gaspard Itard, da cui François Truffaut avrebbe tratto il film Il ragazzo selvaggio l'anno successivo. I versi trasmettono la paura e lo stupore della gente in seguito alla scoperta del ragazzo, un essere umano cresciuto senza la minima interazione con altre persone, ma il ragazzo dagli occhi selvaggi rappresenta anche la gioventù non ancora corrotta, la cui stessa esistenza offende i mondani che vivono meschinamente nel villaggio sotto di lui.
Ma in Wild Eyed Boy from Freecloud si riscontrano anche le riflessioni mistiche che nel 1969 stavano diventando ricorrenti nelle opere di Bowie e che lo sarebbero state ancora di più nella sua produzione futura. Le montagne, le aquile e i procedimenti di reincarnazione a cui fa riferimento il testo ribadiscono l'interesse per il buddhismo, a cui si era avvicinato da un paio d'anni. Il 25 ottobre 1969 raccontò a Penny Valentine di Disc and Music Echo: «Il ragazzo dagli occhi selvaggi vive su una montagna e ha sviluppato un suo leggiadro stile di vita. Ama la montagna e la montagna ama lui. Penso che lo si potrebbe definire una figura profetica. Gli abitanti del villaggio disapprovano le cose che dice e decidono di impiccarlo. Lui si rassegna al suo destino ma la montagna cerca di aiutarlo distruggendo il villaggio. Così, in realtà ogni cosa che dice il ragazzo viene male interpretata, sia da chi ha paura di lui sia da chi lo ama e cerca di aiutarlo».
Il testo contiene inoltre riferimenti letterari alle tradizionali Child Ballads inglesi e scozzesi (la notte prima dell'impiccagione) così come a Pirate Jenny di Bertolt Brecht e Kurt Weill (il senso di punizione divina su una città dannata) ma anche ad un mondo di fantasia, misticismo e mitologia abbastanza popolare nella musica britannica tra la fine degli anni sessanta e i primi settanta, dal folk rock dei Led Zeppelin a John Barleycorn dei Traffic fino a Atlantis di Donovan.

## Registrazione
La versione acustica pubblicata su 45 giri venne registrata il 20 giugno 1969 ai Trident Studios di Londra, in poco più di venti minuti, con Bowie alla chitarra e Paul Buckmaster al violoncello.
La sontuosa versione operistica destinata ad essere l'ottava traccia di Space Oddity, considerata da alcuni il primo capolavoro del cantante, venne registrata circa un mese dopo sempre ai Trident. L'epica combinazione di flauto, violoncello, arpa e fiati accompagnarono Bowie nell'interpretazione di uno dei suoi testi più complessi scritti fino a quel momento, mentre Tony Visconti definì l'arrangiamento orchestrale il suo "maggiore vanto" delle sessioni dell'album: «Convinsi la Mercury a utilizzare un'orchestra di cinquanta musicisti solo per questa canzone... David era seduto proprio in mezzo a loro con la sua chitarra acustica a dodici corde... È stato molto stressante».
Fu in questa occasione che il batterista John Cambridge presentò Mick Ronson a Visconti, e probabilmente anche a David. Per anni si è ritenuto che la prima apparizione del futuro chitarrista degli Spiders from Mars in una sua pubblicazione ufficiale fosse da far risalire al singolo Memory of a Free Festival del 1970, ma in seguito lo stesso Visconti ha rivelato che in effetti il debutto avvenne durante il missaggio di Wild Eyed Boy from Freecloud, quando Ronson suonò «una breve linea di chitarra nella sezione centrale del brano e si unì ai battiti di mani che vi andavano sovrapposti».

## Formazione
Versione 45 giri:
- David Bowie - voce, chitarra acustica
- Paul Buckmaster - violoncello

Versione album:
- David Bowie - voce, chitarra a 12 corde
- Keith Christmas - chitarra folk
- Mick Wayne - chitarra
- Tim Renwick - chitarra elettrica, flauto
- Herbie Flowers - basso
- Tony Visconti - basso, flauto
- John "Honk" Lodge - basso
- Terry Cox - batteria
- John Cambridge - batteria
- Rick Wakeman - clavicembalo elettrico
- Paul Buckmaster - violoncello
- Mick Wayne - chitarra

## Wild Eyed Boy from Freeclouddal vivo
La canzone fu eseguita nella sessione BBC registrata il 25 marzo 1970 per il programma Sounds of the 70s con Andy Ferris. In seguito sarebbe comparsa solo in alcune date dello Ziggy Stardust Tour 1972 e dell'Aladdin Sane Tour 1973], in questo caso in un medley con All the Young Dudes e Oh! You Pretty Things.

## Pubblicazioni
Oltre che come lato B di Space Oddity, Wild Eyed Boy from Freecloud fu pubblicata nel 1970 in Italia sul retro del singolo Ragazzo solo, ragazza sola.
Il brano si trova in alcune raccolte e album live:
- Best Deluxe (1973, uscita in Giappone)
- Ziggy Stardust - The Motion Picture (1983)
- Ziggy Stardust and the Spiders from Mars (1984, video album)
- Sound + Vision (1989, versione 45 giri)
- Bowie at the Beeb (2000)
- Five Years (1969-1973) (2015, nel CD Re:Call 1, versione 45 giri)

Nel bonus disc della riedizione di Space Oddity del 2009 è presente un mix inedito della versione dell'album progettato da Ken Scott, Malcolm Toft e Barry Sheffield.